# Corydalis ochotensis
Corydalis ochotensis là một loài thực vật có hoa trong họ Anh túc. Loài này được Turcz. mô tả khoa học đầu tiên năm 1840.

## Hình ảnh

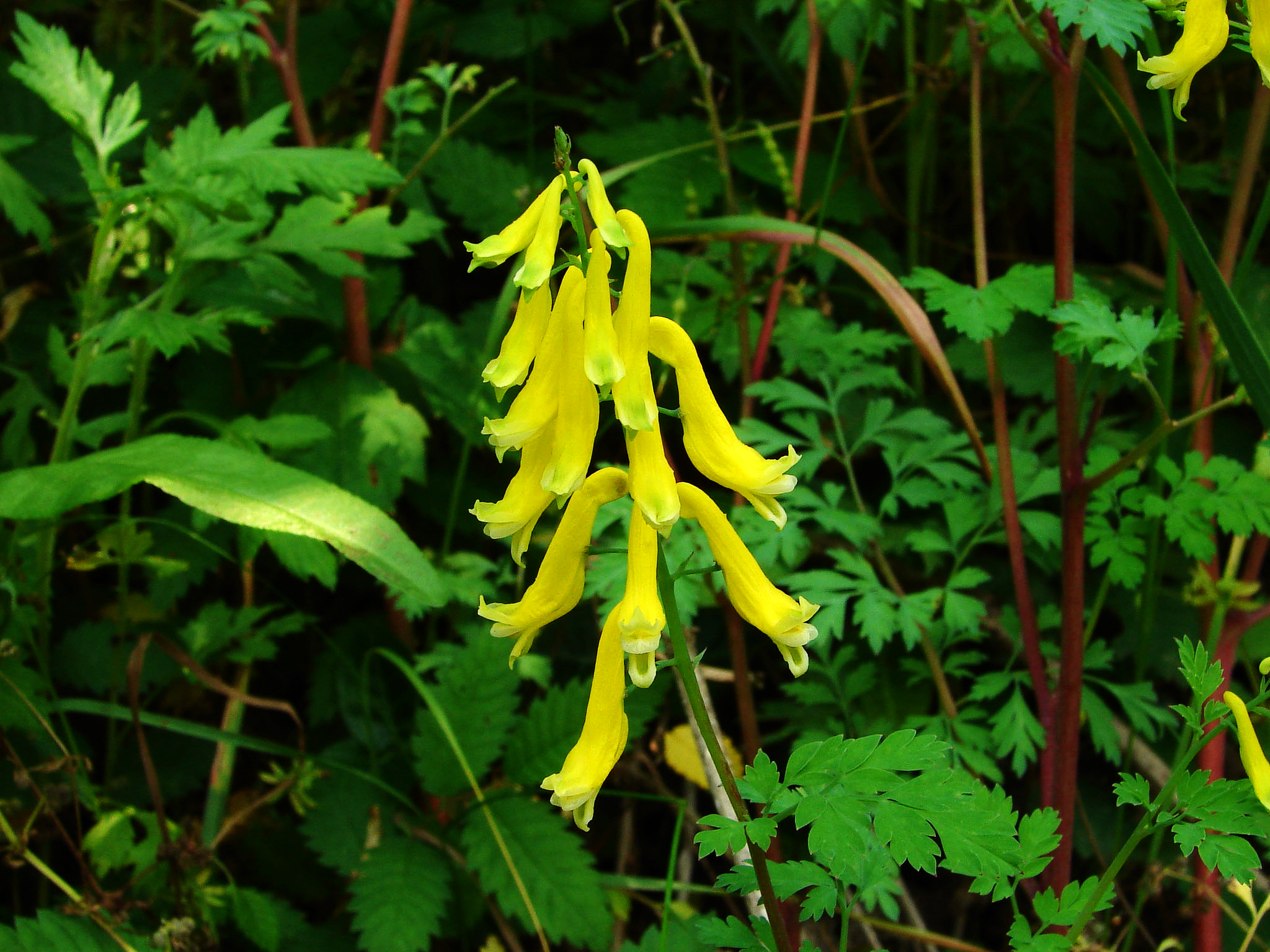
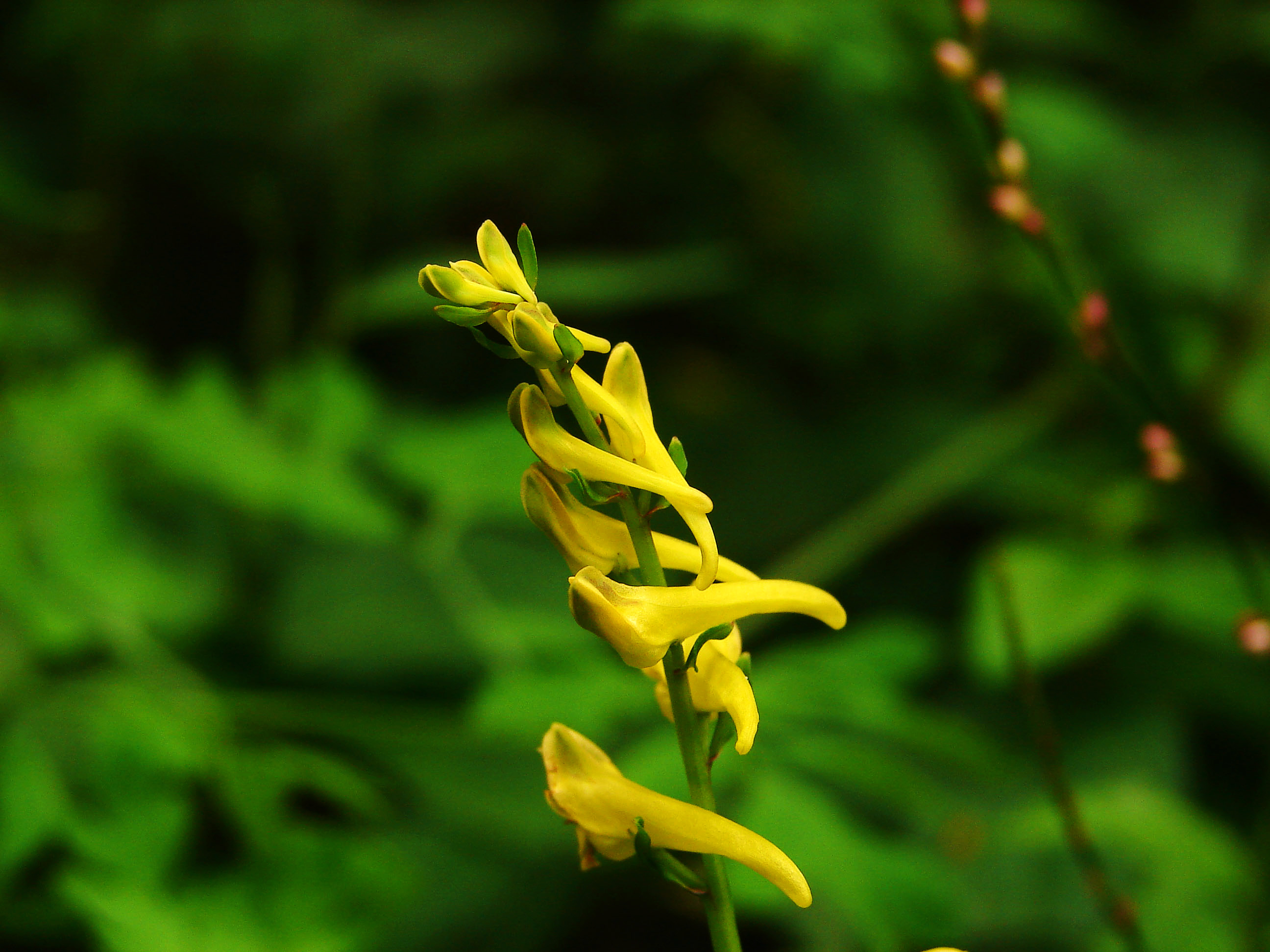
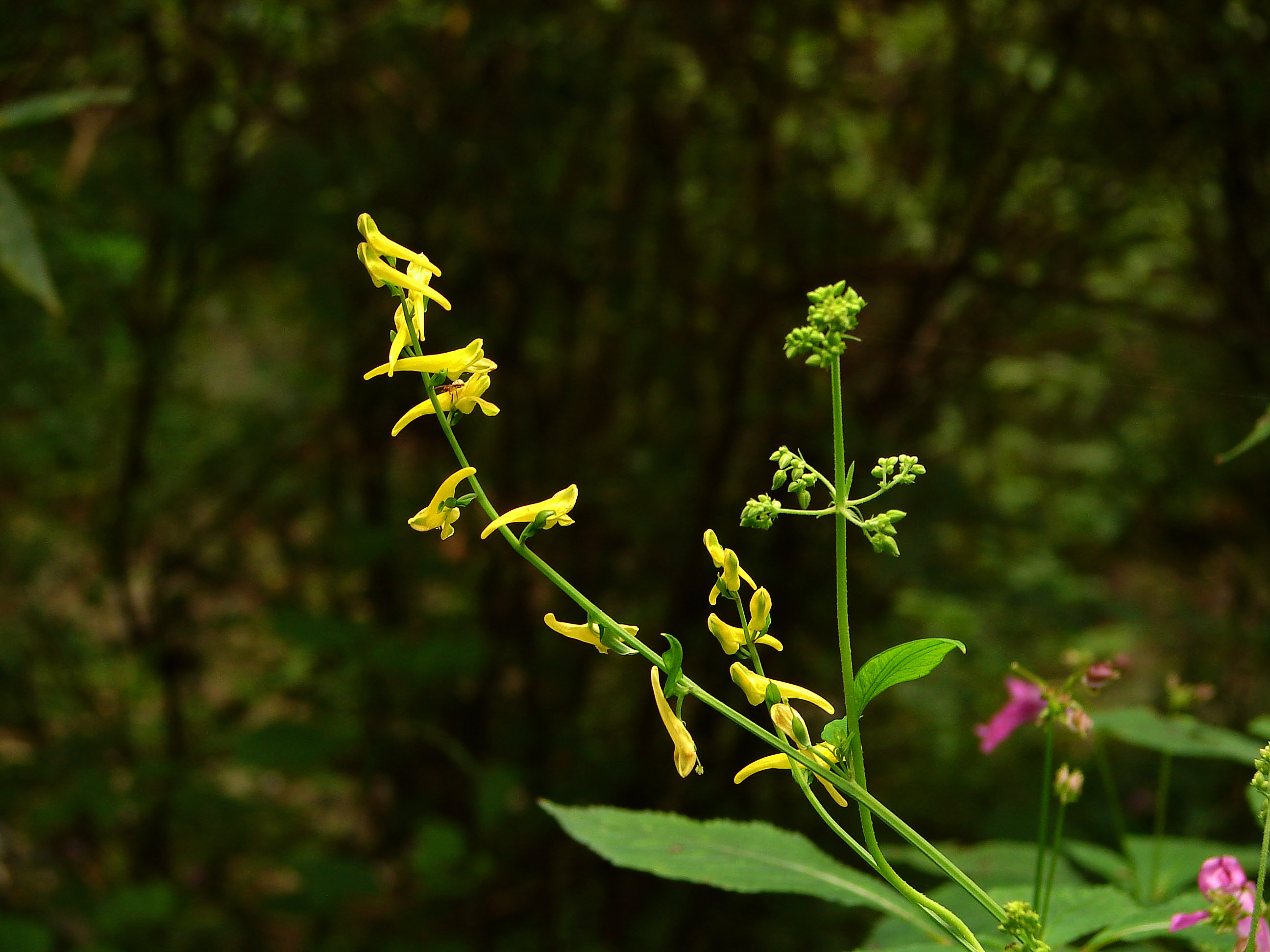